# Regione Occidentale (Ghana)
La Regione Occidentale (ufficialmente Western Region, in inglese) è una regione del Ghana. Ha capoluogo Sekondi-Takoradi. Con una superficie complessiva di 23.921 km² e una popolazione di 2 376 021 abitanti (dati del 2010).

## Distretti

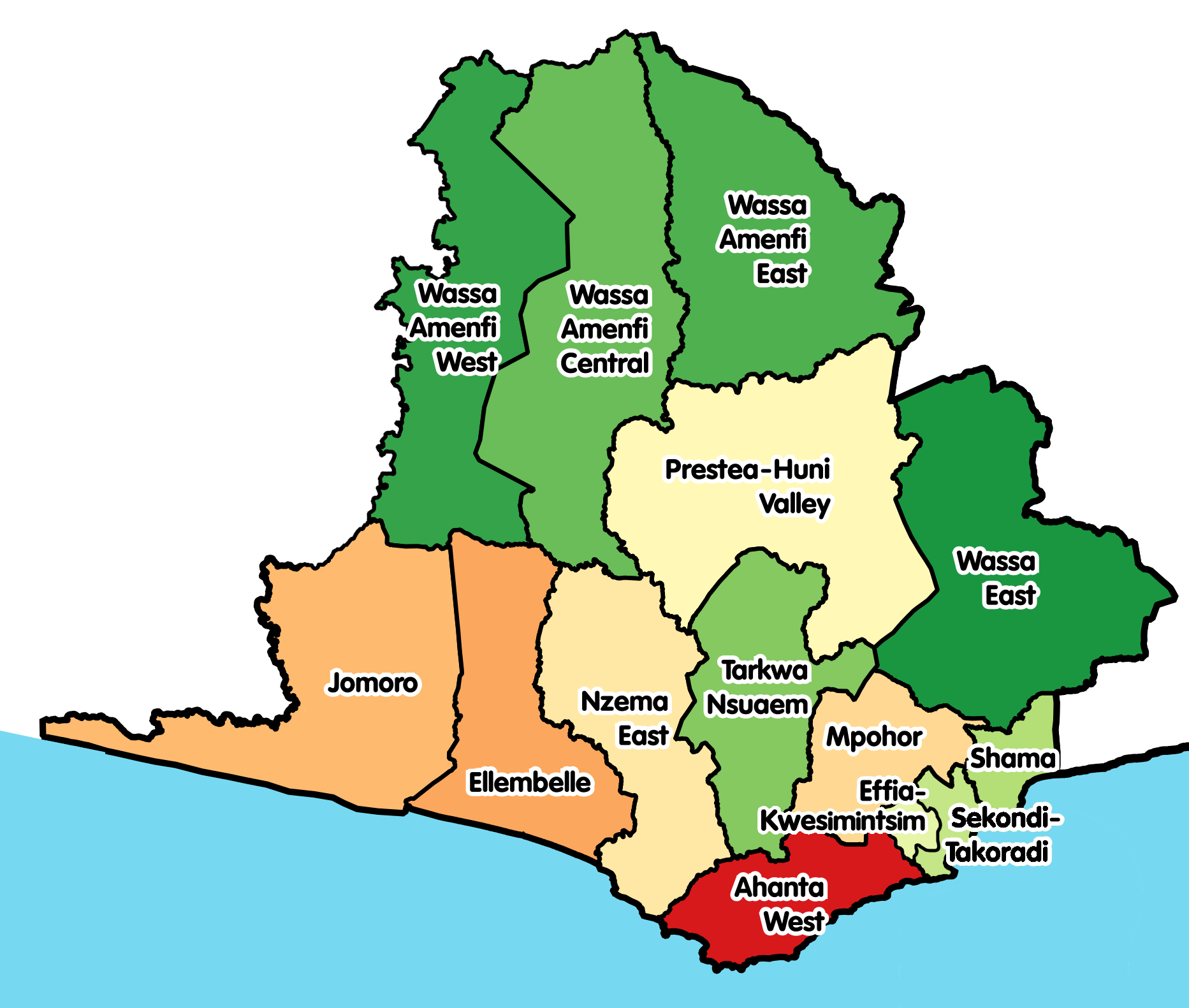
Distretti della Regione Occidentale

La Regione Occidentale è suddivisa in 14 distretti:
| Distretto                                   | Capoluogo        | Tipo                    |
| ------------------------------------------- | ---------------- | ----------------------- |
| Distretto di Ahanta Ovest                   | Agona Ahanta     | Distretto ordinario     |
| Distretto di Amenfi Centrale                | Manso Amenfi     | Distretto ordinario     |
| Distretto municipale di Amenfi Ovest        | Asankragua       | Distretto municipale    |
| Distretto municipale di Effia Kwesimintsim  | Kwesimintsim     | Distretto ordinario     |
| Distretto di Ellembelle                     | Nkroful          | Distretto ordinario     |
| Distretto di Jomoro                         | Half Assini      | Distretto ordinario     |
| Distretto di Mpohor                         | Mpohor           | Distretto ordinario     |
| Distretto municipale di Nzema Est           | Axim             | Distretto municipale    |
| Distretto municipale di Prestea-Huni Valley | Prestea          | Distretto ordinario     |
| Distretto metropolitano di Sekondi Takoradi | Sekondi-Takoradi | Distretto metropolitana |
| Distretto di Shama                          | Shama            | Distretto ordinario     |
| Distretto municipale di Tarkwa-Nsuaem       | Tarkwa           | Distretto municipale    |
| Distretto municipale di Wassa Amenfi Est    | Wassa-Akropong   | Distretto municipale    |
| Distretto di Wassa Est                      | Daboase          | Distretto ordinario     |